# Ліна (містечко, Вісконсин)
Ліна (англ. Lena) — місто (англ. town) в США, в окрузі Оконто штату Вісконсин. Населення — 743 особи (2020).

## Демографія
Згідно з переписом 2010 року, у місті мешкало 727 осіб у 286 домогосподарствах у складі 212 родин. Було 319 помешкань
Расовий склад населення:
| - 97,2 % — білих - 0,4 % — корінних американців - 0,3 % — чорних або афроамериканців - 1,1 % — осіб інших рас |

До двох чи більше рас належало 1,0 %. Частка іспаномовних становила 1,5 % від усіх жителів.
За віковим діапазоном населення розподілялося таким чином: 21,2 % — особи молодші 18 років, 65,7 % — особи у віці 18—64 років, 13,1 % — особи у віці 65 років та старші. Медіана віку мешканця становила 41,5 року. На 100 осіб жіночої статі у місті припадало 119,6 чоловіків;  на 100 жінок у віці від 18 років та старших — 117,0 чоловіків також старших 18 років.
Середній дохід на одне домашнє господарство  становив 72 613 долари США (медіана — 66 719), а середній дохід на одну сім'ю — 83 732 долари (медіана — 76 607). Медіана доходів становила 42 235 доларів для чоловіків та 37 188 доларів для жінок. За межею бідності перебувало 8,0 % осіб, у тому числі 8,9 % дітей у віці до 18 років та 9,3 % осіб у віці 65 років та старших.
Цивільне працевлаштоване населення становило 403 особи. Основні галузі зайнятості: виробництво — 20,6 %, сільське господарство, лісництво, риболовля — 18,1 %, освіта, охорона здоров'я та соціальна допомога — 14,6 %.